# RoboRally
RoboRally er et brætspil, som er designet af Richard Garfield, skaberen af kortspillet Magic: The Gathering. Det blev udgivet af samme forlag, som udgav Magic, Wizards of the Coast, i 1994. Det blev genudgivet i 2005 af Avalon Hill, et datterselskab til Hasbro.
RoboRally er en form for kapløb, hvor det gælder om at føre sin robot først til forskellige markører, hvoraf den sidste er målet. Problemet er, at banen, en fabrik til fremstilling af elektroniske dimser, er et farligt sted: Laserkanoner, transportbånd og huller, robotterne kan falde ned i. Og så skubber robotterne rundt med hinanden og skyder med lasere. 
Den største opgave for spillerne er, at få robotten til at bevæge sig. Det gør man ved at programmere dens registre med bevægelseskort, man trækker fra en bunke. Kortene giver mulighed for at rykke 1-3 felter frem, rykke 1 felt baglæns, dreje til højre eller venstre eller dreje en halv omgang. Dvs., at man kan risikere ikke at kunne rykke sig ud af stedet, hvis man kun får kort til at dreje rundt, eller man kan risikere ikke at kunne gøre noget fornuftigt. Og jo flere skader, ens robot får, desto sværere bliver det, idet man får færre kort at vælge imellem og til sidst får låst registrene, så man er nødt til at udføre nogle af de samme bevægelser igen og igen, indtil man får repareret sin robot.
Alle robotter bevæger sig i princippet samtidigt, idet spillerne viser et register ad gangen og udfører bevægelsen. Hvis to spillere bevæger sig til samme felt afgør et nummer på bevægelseskortene, hvilken bevægelse, der kommer først. Dvs., at man risikerer at blive skubbet af en anden robot og dermed få ødelagt sin forprogrammering og måske ende i et hul i stedet for på et reparationsfelt.
Spillet er opbygget i moduler af kvadratiske spilleplader, som man kan sætte sammen, som det passer en. Spillets længde er i høj grad afhængigt af, hvor kompliceret det samlede spillebræt er.
Pga. de store mængder af uforudsete begivenheder kan spillet let få et komisk præg, hvilket appellerer til nogle spillere, men ikke til andre.